# José Luis Ferrari
José Luis Ferrari (...) è un ex calciatore uruguaiano, di ruolo difensore.

## Carriera

### Club
Ha giocato nella massima serie del campionato uruguaiano.

### Nazionale
Ha giocato 4 partite con Nazionale uruguaiana, prendendo parte alla Copa América 1983.